# 9-й меридіан західної довготи
9-й меридіан західної довготи — лінія довготи, що лежить на 9 градусів західніше Гринвіцького меридіана. Вона проходить від Північного полюса через Північний Льодовитий океан, Атлантичний океан, Європу, Африку, Південний океан та Антарктиду до Південного полюса.
9-й меридіан західної довготи формує велике коло разом із 171-шим меридіаном східної довготи.

## Список географічних об'єктів, що перетинає 9° зх. д.
Починаючи на Північному полюсі та рухаючись до Південного полюса, 9-й меридіан західної довготи проходить через:
| Координати                                               | Країна, територія або море | Примітки                                                        |
| -------------------------------------------------------- | -------------------------- | --------------------------------------------------------------- |
| 90°0′ пн. ш. 9°0′ зх. д. / 90.000° пн. ш. 9.000° зх. д.  | Північний Льодовитий океан |                                                                 |
| 82°8′ пн. ш. 9°0′ зх. д. / 82.133° пн. ш. 9.000° зх. д.  | Атлантичний океан          |                                                                 |
| 70°52′ пн. ш. 9°0′ зх. д. / 70.867° пн. ш. 9.000° зх. д. | Норвегія                   | Проходить через острів Ян-Маєн                                  |
| 70°49′ пн. ш. 9°0′ зх. д. / 70.817° пн. ш. 9.000° зх. д. | Атлантичний океан          |                                                                 |
| 54°18′ пн. ш. 9°0′ зх. д. / 54.300° пн. ш. 9.000° зх. д. | Ірландія                   | Проходить через острів Ірландія — східніше Голвея               |
| 51°34′ пн. ш. 9°0′ зх. д. / 51.567° пн. ш. 9.000° зх. д. | Атлантичний океан          |                                                                 |
| 43°14′ пн. ш. 9°0′ зх. д. / 43.233° пн. ш. 9.000° зх. д. | Іспанія                    | Проходить через материк і острів Сальвора[en]                   |
| 42°28′ пн. ш. 9°0′ зх. д. / 42.467° пн. ш. 9.000° зх. д. | Атлантичний океан          |                                                                 |
| 39°48′ пн. ш. 9°0′ зх. д. / 39.800° пн. ш. 9.000° зх. д. | Португалія                 | Проходить східніше Лісабона                                     |
| 38°27′ пн. ш. 9°0′ зх. д. / 38.450° пн. ш. 9.000° зх. д. | Атлантичний океан          | Проходить західніше мису Святого Вінсента, Португалія           |
| 32°47′ пн. ш. 9°0′ зх. д. / 32.783° пн. ш. 9.000° зх. д. | Марокко                    |                                                                 |
| 27°40′ пн. ш. 9°0′ зх. д. / 27.667° пн. ш. 9.000° зх. д. | Західна Сахара             | Претендує Марокко та Сахарська Арабська Демократична Республіка |
| 26°0′ пн. ш. 9°0′ зх. д. / 26.000° пн. ш. 9.000° зх. д.  | Мавританія                 |                                                                 |
| 15°30′ пн. ш. 9°0′ зх. д. / 15.500° пн. ш. 9.000° зх. д. | Малі                       |                                                                 |
| 12°22′ пн. ш. 9°0′ зх. д. / 12.367° пн. ш. 9.000° зх. д. | Гвінея                     |                                                                 |
| 7°14′ пн. ш. 9°0′ зх. д. / 7.233° пн. ш. 9.000° зх. д.   | Ліберія                    |                                                                 |
| 4°58′ пн. ш. 9°0′ зх. д. / 4.967° пн. ш. 9.000° зх. д.   | Атлантичний океан          |                                                                 |
| 60°0′ пд. ш. 9°0′ зх. д. / 60.000° пд. ш. 9.000° зх. д.  | Південний океан            |                                                                 |
| 70°27′ пд. ш. 9°0′ зх. д. / 70.450° пд. ш. 9.000° зх. д. | Антарктида                 | Проходить через Землю Королеви Мод (претендує Норвегія)         |